# Anna Baar

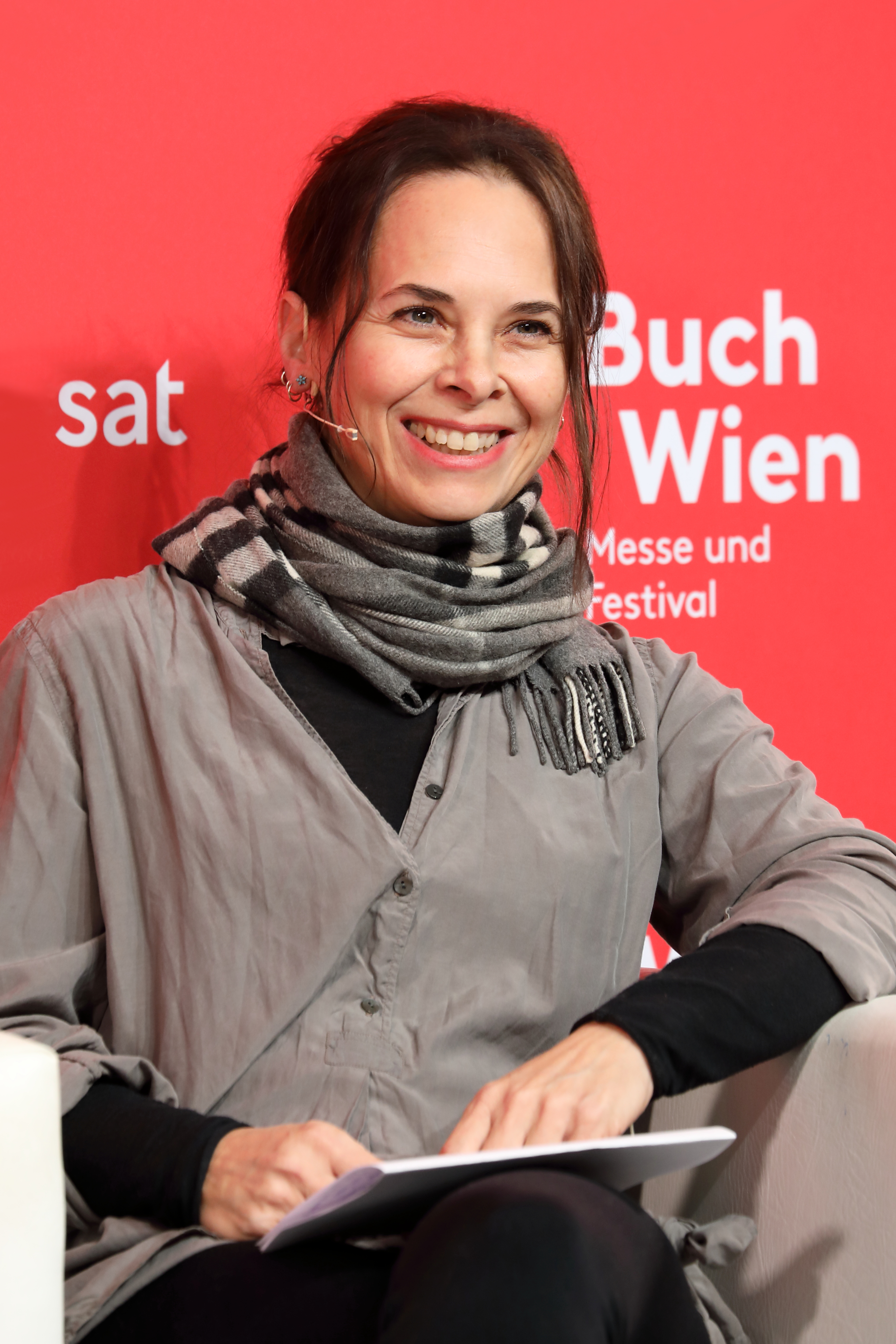
Anna Baar

Anna Baar (Zagabria, 25 maggio 1973) è una scrittrice austriaca.

## Biografia e carriera letteraria
Nata da padre austriaco e madre originaria della Dalmazia, ha trascorso un'infanzia bilingue fra Vienna, Klagenfurt e l'isola di Brač. Dopo essersi diplomata presso l'indirizzo musicale del Viktring Stiftsgymnasium, dopo aver interrotto i corsi di medicina ha studiato giornalismo, slavistica, studi teatrali e media presso le Università di Vienna e di Klagenfurt (presso quest'ultima ha conseguito il dottorato nel 2008).
Su invito del critico letterario Stefan Gmünder, Baar ha partecipato al Premio Ingeborg Bachmann 2015 con un estratto dal romanzo a sfondo autobiografico Il colore della melagrana che, pubblicato poco dopo, tratta di un'infanzia fra due culture ed è stato per diversi mesi al primo posto nella ORF-Bestenliste, lista delle migliori letture stilata dall'ORF. La traduzione italiana del testo, apparsa nel 2023, ha ricevuto grande plauso dalla critica anche come opera di traduzione. Il volume italiano è corredato anche di una sapiente postfazione ad opera della studiosa Paola Del Zoppo, anch'essa molto ben recepita dalla critica.
Per il secondo romanzo, Als ob sie träumend gingen (Come se camminassero sognando, 2017), incentrato su vita e amori di un eroe di guerra, Baar ha ricevuto il Premio Theodor Körner, mentre Nil (2021), romanzo sotto forma di auto-interrogatorio, è stato finalista all'Österreichischer Buchpreis. 
Nel 2022 è apparsa la raccolta di racconti Divân mit Schonbezug (Divano con fodera), anch'essa entrata nella ORF-Bestenliste, in cui l'autrice mette al centro minoranze e gruppi emarginati, e gli abusi perpetrati contro di essi dalle autorità e dal silenzio collettivo.
Grazie alla musicalità della sua prosa, Baar è considerata una delle voci più distintive della letteratura austriaca contemporanea; l'autrice stessa ha attribuito il proprio modo di affrontare il ritmo del discorso e la melodia agli studi musicali liceali e all'influenza di "poeti musicisti" quali Nick Cave, Leonard Cohen, Neil Young e Patti Smith, ma anche Konstantin Wecker e André Heller, per il quale ha lavorato come paroliera.
Al Premio Ingeborg Bachmann 2022, Baar ha tenuto il tradizionale discorso di Klagenfurt sulla letteratura, intitolato Die Wahrheit ist eine Zumutung (La verità è un'impertinenza).

Nel 2022 ha conseguito il Großer Österreichischer Staatspreis, il più alto riconoscimento culturale della Repubblica austriaca. Il segretario di Stato all'Arte e alla Cultura Andrea Mayer ha elogiato Baar come 
voce inconfondibile sulla scena della letteratura contemporanea. È un'artista del linguaggio nel senso migliore del termine e ci mostra ciò che la letteratura può raggiungere nell'era della digitalizzazione e mediatizzazione della nostra società: vale a dire, nell'arte delle storie e dei romanzi, trasmettendo esperienze autentiche e intuizioni sul nostro presente e sulla nostra vita. senso di ingiustizia, errori e omissioni, acuiscono rischi e opportunità.

## Opere

### Romanzi
- Il colore della melagrana, Voland, Roma, 2023 - ISBN 9788862435369 (Die Farbe des Granatapfels, 2015 - trad. dal tedesco di Paola Del Zoppo).
- Als ob sie träumend gingen (Come se camminassero sognando, 2017).
- Nil (Nilo, 2021).

### Racconti
- Divân mit Schonbezug (Divano con fodera, 2022).